# 川勝隆明
川勝 隆明（かわかつ たかあきら）は、江戸時代前期から中期の旗本。隆尚流川勝家の2代当主。

## 生涯
寛文2年（1662年）、川勝隆房の二男として江戸に生まれ、後に川勝隆尚の養子となった。元禄4年（1691年）12月2日、書院番に列し、元禄9年（1696年）12月22日に勤務の褒賞として黄金5枚を給わった。宝永3年（1706年）11月26日から西城に仕え、宝永5年（1708年）6月16日、桐間番に転じた。宝永6年（1709年）2月21日、書院番に復し、正徳5年（1715年）12月11日、義父隆尚の隠居により、その家督（上野・相模内2,800石）を継いだ。享保4年（1719年）7月4日、書院番組頭に進み、同年12月18日に布衣を着る事を許された。
享保10年（1725年）7月10日、職を辞して寄合に列し、享保20年（1735年）5月16日に隠居した。家督は婿養子の隆雄に譲った。元文3年（1738年）7月17日、77歳で没した。